# Crepidomanes novoguineensis
Crepidomanes novoguineensis är en hinnbräkenväxtart som först beskrevs av Guido Georg Wilhelm Brause, och fick sitt nu gällande namn av Edwin Bingham Copeland. Crepidomanes novoguineensis ingår i släktet Crepidomanes och familjen Hymenophyllaceae. Inga underarter finns listade.